# Daviesia leptophylla
Daviesia leptophylla är en ärtväxtart som beskrevs av George Don. Daviesia leptophylla ingår i släktet Daviesia, och familjen ärtväxter. Inga underarter finns listade i Catalogue of Life.